# みんなの縁日
『みんなの縁日』（みんなのえんにち）は、バンダイナムコゲームスより2012年5月24日に発売されたニンテンドー3DS用ゲームソフト。縁日の屋台を題材としたミニゲーム集。

## ゲーム
金魚すくい
カメラで写した上画面の中にあらわれる様々な魚を、3DSを傾けてすくうミニゲーム。すくわれた魚は、下画面のボウルに入れられる。
射的
輪投げ
ヨーヨー釣り
スマートボール
下画面から発射されるボールを穴に入れるミニゲーム。集めたボールの数に応じて、様々な駄菓子と交換することができる。また、台を揺らすことも可能である。
ミニボウリング
かき氷
画面を回して氷を削ってかき氷を完成させるミニゲーム。シロップの使用回数に制限はない。